# Calixto Alvarez
Calixto César Álvarez Fernández (Santa Isabel de las Lajas, Cuba, 1938) es un compositor cubano.

## Datos biográficos
Calixto Alvarez nació el 15 de marzo de 1938 en Santa Isabel de las Lajas, Cienfuegos, Cuba, y comenzó a ejecutar instrumentos musicales a la edad de cinco años.
Alvarez estudió en el Conservatorio de Santa Clara y en el Conservatorio Nacional de La Habana. En 1958 se trasladó a los Estados Unidos, donde estudió piano, órgano y composición hasta el año 1966 en el Julius Hartt College of Music. Más tarde, en 1967 viajó a Polonia, donde estudió en la Escuela Superior de Música de Varsovia con Andrzej Dobrowolsky, Włodzimierz Kotoński, y otros profesores. Al regresar a Cuba recibió instrucción de Leo Brouwer. José Ardévol y Federico Smith.
Es padre de la violonchelista y violagambista Calia Álvarez Dotres, residente en España desde 2002.

## Actividad profesional
Calixto Alvarez ha compuesto música para diversos instrumentos, así como agrupaciones  instrumentales y corales. Él se ha destacado como compositor de música incidental para numerosas piezas teatrales como "Las impuras" y "La duodécima noche", presentadas por Teatro Estudio, así como para "La dolorosa historia del amor secreto de don José Jacinto Milanés" (1974), de Abelardo Estorino. 
Alvarez también ha compuesto diversas comedias musicales, tales como "Los musiquillos de Bremen" con libreto de Julio Babrusquinas, "Lisístrata", "Venus y Adonis" (una ópera electroacústica que consiste en la adaptación del poema homónimo de William Shakespeare por  Armando Suárez del Villar), y ha dirigido la "Cantoría Infantil del Teatro Lírico Nacional de Cuba", para la cual produjo varias comedias musicales como "Las aceitunas", "Siempre caperucita" y "El flautista de Hamelín". 
Calixto Alvarez ha fungido como asesor de la emisora radial CMBF en La Habana.

## Obras
- Sonatina
- Quinteto de viento
- Trío opus 13 No. 72
- Tema y seis variaciones para piano (1967)
- Torus para contrabajo (1969)
- Poker para cuarteto de cuerdas (1970)
- Canon II para piano y banda magnetofónica (1981)
- Cuento electrónico para medios electroacústicos (1982)
- Canto Cardinal para contralto, percusión y piano
- Stripofumios y varsiflorios para orquesta[1]

## Reconocimientos
Calixto Alvarez recibió la Medalla ALejo Carpentier que confiere el Consejo de Estado por importantes aportes a la cultura cubana en el año 2002.